# Boiling Spring Lakes
Boiling Spring Lakes – miasto w Stanach Zjednoczonych, w stanie Karolina Północna, w hrabstwie Brunswick.